# New Gen Airways
New Gen Airways (тайск. บริษัท นิวเจน แอร์เวย์ส จำกัด) (раннее Sabaidee Airways Company Limited (Thai: บริษัท สบายดีแอร์เวย์ส จำกัด)) — тайская авиакомпания, специализирующаяся на авиаперелетах между Таиландом и Китаем. Она оперировала регулярные и чартерные рейсы из 6 тайских хабов: Бангкок — Дон Муанг, Паттайя — Утапао, Краби, Пхукет, Сураттхани и Накхонратчасима, в 30 направлениях в Китае.
В августе 2019, New Gen Airways приостановила свою деятельность. В октябре того же года, авиакомпания продала свой флот, прекращая свою деятельность.

## История
Авиакомпания начала свою деятельность в 2014 году.

## Направления
Из Бангкока — Дон Муанг (Хаб)
- Чанша — аэропорт Чанша Хуанхуа
- Фучжоу — Фучжоу Чанле
- Гуйлинь — Гуйлинь Ляньцзан
- Гуйян — аэропорт Гуйян Лундунбао
- Хиросима — аэропорт Хиросима[4]
- Хэфэй — аэропорт Хэфэй Синьцяо
- Хуайян — аэропорт Хуайян Ляншуй

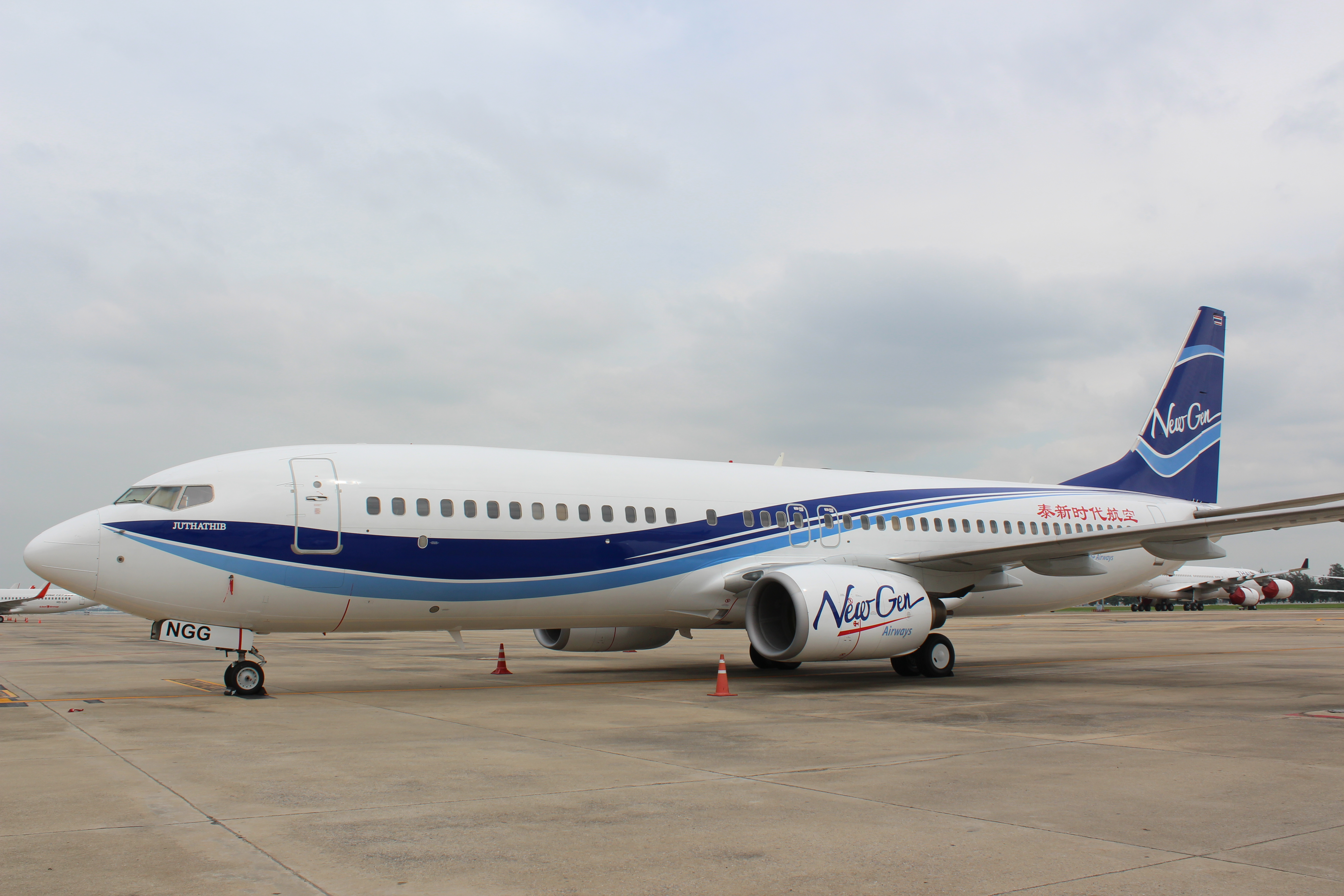
New Gen Airways Boeing 737-800 at Don Mueang International Airport.

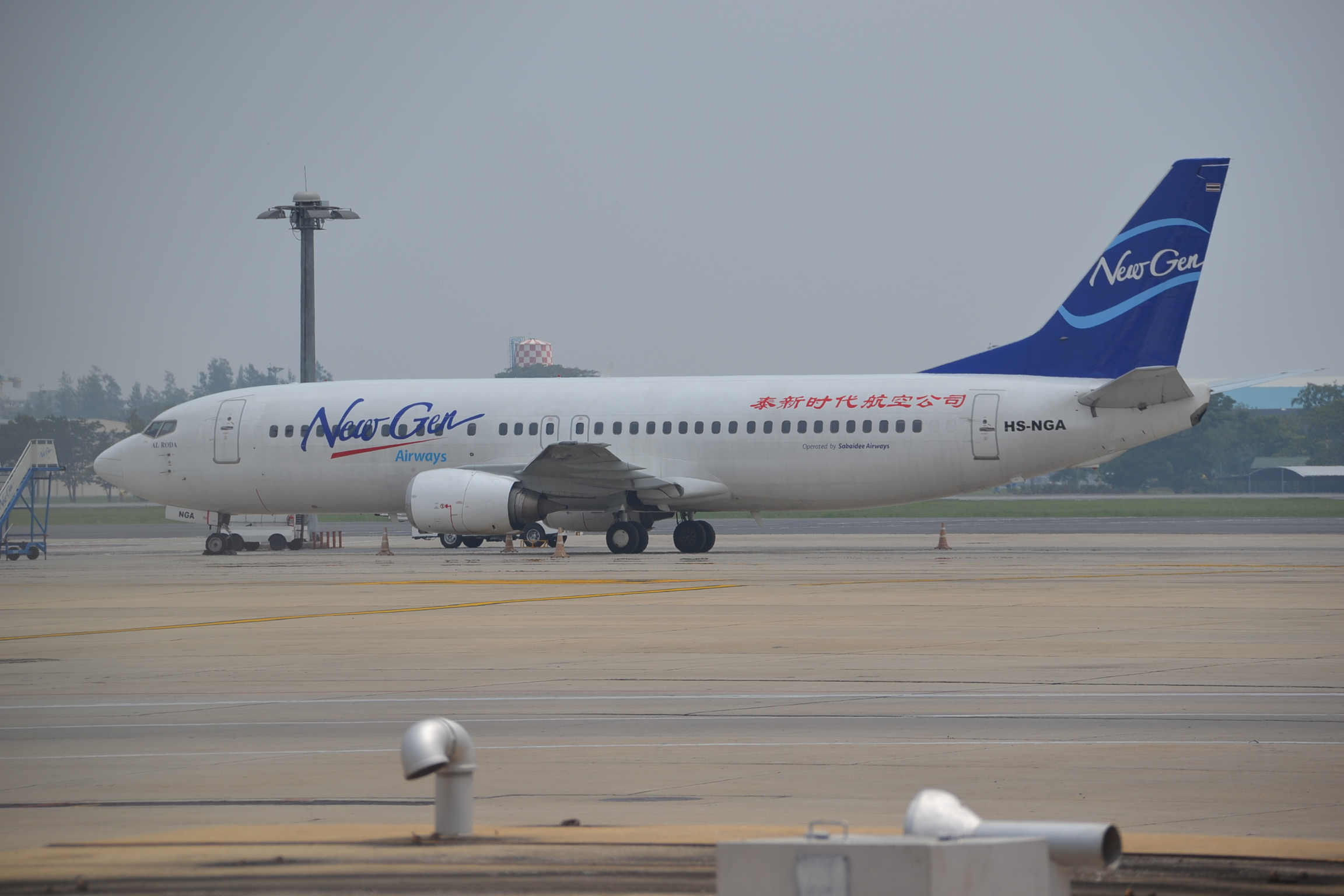
New Gen Airways Boeing 737-400, Don Mueang International Airport.

- Хуаншань — аэропорт Хуаншань Тунси
- Цзинань — аэропорт Цзинань
- Цзинцзян — аэропорт Цюанчжоу Цзинцзян
- Наньчан — аэропорт Наньчан Чанбей
- Наньнин — аэропорт Усюй
- Нинбо — аэропорт Нинбо Лише
- Вэньчжоу — аэропорт Вэньчжоу
- Уси — аэропорт Сунан Шуофан
- Сучжоу — аэропорт Сучжоу Гуаньинь
- Чжанцзяцзе — аэропорт Чжанцзяцзе
- Иу — аэропорт Иу
- Китакюсю — аэропорт Китакюсю (в плане)[5]

Из Чиангмая
- Наньнин — аэропорт Усюй (в плане)[5]
- Нинбо — аэропорт Нинбо Лише[6]
- Вэньчжоу — аэропорт Вэньчжоу[6]

Из Краби
- Цзинань — аэропорт Цзинань
- Тяньцзинь — аэропорт Тяньцзинь Бинхай
- Ухань — аэроопрт Ухань
- Чанша — аэропорт Чанша Хуанхуа
- Наньнин — аэропорт Усюй

Из Пхукета
- Баотоу — аэропорт Баотоу
- Гуйян — аэропорт Гуйян Лундунбао
- Ханчжоу — аэропорт Ханчжоу Сяошань
- Уси — аэропорт Сунан Шуофан
- Хух-Хото — аэропорт Хух-Хото Байта

Из Паттайи — Утапао
- Чжэнчжоу — аэропорт Чжэнчжоу

Из Накхонратчасимы
- Сеул — аэропорт Инчхон (в плане)[7]

## Внутренние направления
Из Накхонратчасимы (Хаб)
- Чиангмай — аэропорт Чиангмай[8]
- Пхукет — аэропорт Пхукет[8]
- Бангкок — аэропорт Дон Муанг
- Хатъяй — аэропорт Хатъяй (в плане)
- Краби — аэропорт Краби (в плане)

## Флот
На июнь 2018 флот New Gen Airways состоял из следующих самолётов
| Воздушное судно | В эксплуатации | Заказано | Посадочных мест (Эконом) | Примечания                      |
| --------------- | -------------- | -------- | ------------------------ | ------------------------------- |
| Boeing 737-400  | 3              | —        | 168                      |                                 |
| Boeing 737-800  | 8              | 2        | 189                      | Один взят в лизинг у LOT Polish |
| Итого           | 11             | —        |                          |                                 |